# Список Героев Советского Союза (Саратовская область)
Список граждан Саратовской области, удостоенных звания Герой Советского Союза или являющихся полными кавалерами Ордена Славы.
- Представлены все лица, в том числе удостоенные звания несколько раз.
- Серым цветом выделены дважды Герои.
- Дни рождения указаны по новому стилю.

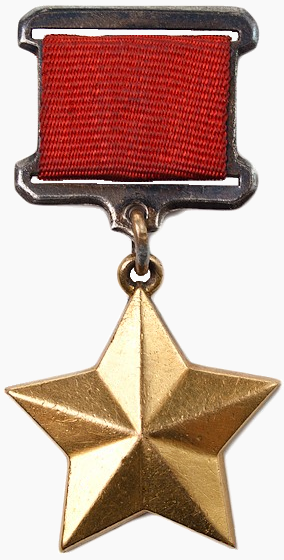
Медаль «Золотая Звезда» — вручалась Героям Советского Союза

### А
| №  | Фамилия, имя, отчество           | Годы жизни              | Звание             |
| -- | -------------------------------- | ----------------------- | ------------------ |
| 1  | Аврорский, Николай Иванович      | 15.12.1912 — 13.04.1989 | Полковник          |
| 2  | Агафонов, Георгий Матвеевич      | 02.05.1922 — 19.01.1980 | Капитан 1-го ранга |
| 3  | Агешин, Григорий Севастьянович   | 15.02.1915 — 08.02.1982 | Рядовой            |
| 4  | Андрющенко, Сергей Александрович | 19.10.1912 — 13.12.1980 | Генерал-лейтенант  |
| 5  | Анохин, Сергей Григорьевич       | 07.10.1908 — 18.05.1982 | Подполковник       |
| 6  | Антонов, Василий Петрович        | 13.03.1917 — 18.12.1988 | Младший лейтенант  |
| 7  | Антонов, Владимир Семёнович      | 11.07.1909 — 09.05.1993 | Генерал-майор      |
| 8  | Анучкин, Пётр Яковлевич          | 23.12.1920 — 23.06.1969 | Старший лейтенант  |
| 9  | Аронова, Раиса Ермолаевна        | 10.02.1920 — 20.12.1982 | Майор              |
| 10 | Артемьев, Фёдор Андреевич        | 19.09.1914 — 10.03.1992 | Подполковник       |
| 11 | Астраханцев, Сергей Васильевич   | 23.09.1914 — 08.08.1943 | Старший лейтенант  |
| 12 | Ахмиров, Касим Шабанович         | 24.01.1923 — 06.06.1951 | Старший лейтенант  |

### Б
| №  | Фамилия, имя, отчество              | Годы жизни              | Звание            |
| -- | ----------------------------------- | ----------------------- | ----------------- |
| 1  | Байкин, Алексей Романович           | 27.03.1922 — 30.03.1997 | Старший сержант   |
| 2  | Баксов, Алексей Иванович            | 18.03.1907 — 26.11.1986 | Генерал-полковник |
| 3  | Балакин, Николай Пименович          | 20.08.1922 — 22.05.1953 | Капитан           |
| 4  | Батавин, Пётр Фёдорович             | 22.06.1915 — 21.11.1978 | Рядовой           |
| 5  | Бахарев, Иван Иванович              | 25.08.1910 — 30.09.1943 | Старший сержант   |
| 6  | Безбоков, Владимир Михайлович       | 14.06.1922 — 03.08.2000 | Генерал-полковник |
| 7  | Безбородов, Михаил Никифорович      | 11.10.1925 — 09.06.1993 | Рядовой           |
| 8  | Белов, Василий Тимофеевич           | 1910 — 25.03.1944       | Рядовой           |
| 9  | Белозерцев, Николай Александрович   | 1910 — 30.08.1943       | Старший сержант   |
| 10 | Беспалов, Ефим Петрович             | 14.10.1910 — 31.01.1996 | Старший сержант   |
| 11 | Бешнов, Иван Михайлович             | 28.08.1922 — 26.05.1984 | Старшина          |
| 12 | Благодаров, Константин Владимирович | 1919 — 22.06.1951       | Майор             |
| 13 | Блинов, Павел Фёдорович             | 20.09.1919 — 16.07.1998 | Старший лейтенант |
| 14 | Боганов, Борис Петрович             | 25.07.1914 — 19.11.1984 | Старшина          |
| 15 | Богатов, Павел Михайлович           | 04.02.1914 — 05.05.1970 | Лейтенант         |
| 16 | Богомолов, Николай Тимофеевич       | 10.08.1923 — 27.09.1981 | Сержант           |
| 17 | Бодаков, Афанасий Лаврентьевич      | 17.01.1911 — 14.09.1989 | Подполковник      |
| 18 | Босов, Алексей Петрович             | 21.03.1910 — 18.11.1941 | Капитан           |
| 19 | Букоткин, Ефим Егорович             | 1909 — 26.04.1945       | Старшина          |
| 20 | Буслаев, Иван Ефимович              | 22.12.1903 — 30.05.1967 | Генерал-майор     |
| 21 | Бушкин, Пётр Иванович               | 10.07.1915 — 04.07.2000 | Старшина          |
| 22 | Буянов, Виктор Николаевич           | 18.11.1912 — 14.07.1976 | Генерал-майор     |
| 23 | Быковский, Виктор Иванович          | 15.05.1919 — 31.07.1973 | Майор             |

### В
| № | Фамилия, имя, отчество         | Годы жизни              | Звание            |
| - | ------------------------------ | ----------------------- | ----------------- |
| 1 | Василенко, Иван Андреевич      | 07.11.1918 — 16.05.2000 | Майор             |
| 2 | Васильев, Владимир Андреевич   | 1925 — 28.03.1945       | Лейтенант         |
| 3 | Васильев, Фёдор Андреевич      | 07.02.1919 — 22.09.1944 | Старший лейтенант |
| 4 | Венцов, Владимир Кириллович    | 06.09.1924 — 25.09.1943 | Лейтенант         |
| 5 | Власенко, Николай Поликарпович | 1912 — 11.10.1941       | Политрук          |
| 6 | Власов, Владимир Емельянович   | 16.07.1920 — 17.07.1995 | Старший сержант   |
| 7 | Волков, Александр Михайлович   | 09.10.1921 — 18.09.1998 | Младший сержант   |
| 8 | Волков, Михаил Семёнович       | 15.11.1924 — 26.08.1988 | Сержант           |

### Г
| №  | Фамилия, имя, отчество        | Годы жизни              | Звание                                           |
| -- | ----------------------------- | ----------------------- | ------------------------------------------------ |
| 1  | Гавва, Иван Степанович        | 06.04.1918 — 21.04.1945 | Старший сержант                                  |
| 2  | Галкин, Виктор Павлович       | 27.03.1901 — 17.09.1953 | Капитан                                          |
| 3  | Гамзин, Владимир Васильевич   | 29.09.1919 — 01.11.2001 | Подполковник                                     |
| 4  | Глазунов, Василий Афанасьевич | 01.01.1896 — 26.06.1967 | Дважды Герой Советского Союза, генерал-лейтенант |
| 5  | Глазыкин, Николай Георгиевич  | 18.12.1910 — 22.06.1939 | Майор                                            |
| 6  | Глухов, Фёдор Дмитриевич      | 1906 — 06.10.1943       | Сержант                                          |
| 7  | Гнусарев, Александр Яковлевич | 28.03.1922 — 17.03.1971 | Ефрейтор                                         |
| 8  | Гоголев, Виктор Леонтьевич    | 01.05.1912 — 04.07.1987 | Подполковник                                     |
| 9  | Голубков, Всеволод Филиппович | 26.01.1925 — 29.01.2002 | Младший лейтенант                                |
| 10 | Гордеев, Владимир Петрович    | 15.12.1917 — 21.06.1988 | Старший сержант                                  |
| 11 | Грибанов, Николай Васильевич  | 17.01.1925 — 16.10.1944 | Младший сержант                                  |
| 12 | Грибов, Пётр Иванович         | 04.07.1902 — 22.03.1945 | Полковник                                        |
| 13 | Гришаев, Виктор Иванович      | 29.09.1909 — 29.04.1980 | Полковник                                        |
| 14 | Грошев, Леонид Петрович       | 06.08.1914 — 29.03.1986 | Капитан                                          |
| 15 | Гурьянов, Пётр Иванович       | 02.05.1912 — 02.07.1997 | Старшина                                         |
| 16 | Гусев, Василий Васильевич     | 01.03.1925 — 21.09.1989 | Старшина                                         |
| 17 | Гусев, Максим Тихонович       | 18.05.1917 — 16.11.2000 | Полковник                                        |

### Д
| № | Фамилия, имя, отчество         | Годы жизни              | Звание            |
| - | ------------------------------ | ----------------------- | ----------------- |
| 1 | Данилов, Алексей Васильевич    | 01.06.1923 — 11.12.1985 | Майор             |
| 2 | Данилов, Алексей Степанович    | 29.03.1921 — 16.12.2005 | Полковник         |
| 3 | Дёмин, Николай Александрович   | 15.08.1924 — 07.08.1944 | Лейтенант         |
| 4 | Данукалов, Алексей Фёдорович   | 29.02.1916 — 27.04.1944 | Подполковник      |
| 5 | Доценко, Василий Данилович     | 15.08.1905 — 14.07.1979 | Подполковник      |
| 6 | Доценко, Александр Данилович   | 01.04.1917 — 22.01.1986 | Старшина          |
| 7 | Дрёмов, Иван Фёдорович         | 15.10.1901 — 02.09.1983 | Генерал-лейтенант |
| 8 | Дрикалович, Николай Николаевич | 07.07.1913 — 26.09.1987 | Капитан           |

### Е
| №  | Фамилия, имя, отчество          | Годы жизни              | Звание            |
| -- | ------------------------------- | ----------------------- | ----------------- |
| 1  | Евсеев, Александр Александрович | 16.09.1926 — 13.04.1945 | Старший сержант   |
| 2  | Евтеев, Иван Алексеевич         | 1918 — 27.03.1944       | Матрос            |
| 3  | Егоров, Павел Иванович          | 29.06.1913 — 26.12.1996 | Старший сержант   |
| 4  | Егоров Сергей Владимирович      | 1917 — 08.08.1944       | Старший лейтенант |
| 5  | Емлютин, Дмитрий Васильевич     | 07.11.1907 — 19.07.1966 | Полковник         |
| 6  | Епишкин, Михаил Поликарпович    | 10.12.1926 — 21.04.2006 | Генерал-майор     |
| 7  | Ерёмин, Борис Николаевич        | 06.03.1913 — 04.04.2005 | Генерал-лейтенант |
| 8  | Ермолаев, Григорий Дмитриевич   | 1924 — 25.06.1944       | Младший лейтенант |
| 9  | Еромасов, Пётр Фёдорович        | 11.09.1911 — 13.08.1963 | Старший лейтенант |
| 10 | Ерошкин, Валентин Кириллович    | 13.02.1925 — 12.05.1997 | Майор             |

### Ж
| № | Фамилия, имя, отчество      | Годы жизни              | Звание    |
| - | --------------------------- | ----------------------- | --------- |
| 1 | Жабоедов, Николай Никитович | 15.12.1910 — 23.04.1983 | Лейтенант |
| 2 | Жарков, Степан Петрович     | 28.03.1913 — 12.03.1981 | Старшина  |

### З
| №  | Фамилия, имя, отчество          | Годы жизни              | Звание            |
| -- | ------------------------------- | ----------------------- | ----------------- |
| 1  | Заварин, Григорий Антонович     | 24.11.1902 — 30.09.1944 | Майор             |
| 2  | Загороднев, Василий Иванович    | 29.12.1919 — 29.07.1944 | Капитан           |
| 3  | Замчалов, Пётр Иванович         | 20.09.1913 — 21.01.1985 | Полковник         |
| 4  | Зарубин, Владимир Степанович    | 01.06.1922 — 10.05.1947 | Капитан           |
| 5  | Захаров, Виктор Николаевич      | 07.11.1919 — 11.05.1944 | Капитан           |
| 6  | Захаров, Митрофан Кузьмич       | 16.11.1916 — 10.10.1944 | Капитан           |
| 7  | Зелепукин, Иван Григорьевич     | 09.09.1924 — 26.08.1993 | Сержант           |
| 8  | Земков, Александр Фёдорович     | 11.03.1918 — 09.11.1984 | Лейтенант         |
| 9  | Землянский, Владимир Васильевич | 21.11.1906 — 07.08.1942 | Майор             |
| 10 | Зенин, Илларион Степанович      | 29.08.1916 — 30.11.1993 | Подполковник      |
| 11 | Зудлов, Сергей Анфиногенович    | 1919 — 21.09.1943       | Младший лейтенант |
| 12 | Зуев, Михаил Александрович      | 18.06.1918 — 14.05.1981 | Полковник         |

### И
| № | Фамилия, имя, отчество        | Годы жизни              | Звание             |
| - | ----------------------------- | ----------------------- | ------------------ |
| 1 | Иванов, Евдоким Арсентьевич   | 15.06.1909 — 15.08.1990 | Старшина           |
| 2 | Иванов, Иван Сергеевич        | 06.12.1914 — 26.08.1944 | Капитан 3-го ранга |
| 3 | Иванов, Константин Васильевич | 20.02.1922 — 29.12.1987 | Полковник          |
| 4 | Иванов, Леонид Илларионович   | 08.08.1909 — 28.06.1941 | Старший лейтенант  |
| 5 | Иванов, Пётр Михеевич         | 19.10.1913 — 28.11.1943 | Подполковник       |
| 6 | Иванов, Семён Максимович      | 06.09.1915 — 08.06.2002 | Капитан            |
| 7 | Иванцов, Василий Никитович    | 28.09.1919 — 29.12.1990 | Старший сержант    |
| 8 | Имашев, Каиргазы              | 05.05.1924 — 30.03.1980 | Старшина           |
| 9 | Исипин, Александр Иванович    | 24.10.1911 — 23.02.1975 | Младший лейтенант  |

### К
| №  | Фамилия, имя, отчество           | Годы жизни              | Звание                                |
| -- | -------------------------------- | ----------------------- | ------------------------------------- |
| 1  | Кабанов, Владимир Егорович       | 22.08.1918 — 17.08.1977 | Майор                                 |
| 2  | Казаков, Василий Александрович   | 02.03.1924 — 08.09.2005 | Старший сержант                       |
| 3  | Казаков, Николай Яковлевич       | 1912 — 02.03.1990       | Подполковник                          |
| 4  | Калинкин, Борис Тихонович        | 19.04.1913 — 10.06.1945 | Капитан                               |
| 5  | Каплунов, Илья Макарович         | 08.07.1918 — 21.12.1942 | Рядовой                               |
| 6  | Караулов, Василий Иванович       | 03.03.1915 — 25.11.1955 | Капитан                               |
| 7  | Кардашенко, Юрий Борисович       | 08.08.1923 — 28.04.1989 | Старший сержант                       |
| 8  | Карпов, Сергей Поликарпович      | 12.11.1924 — 03.05.1945 | Старший сержант                       |
| 9  | Каштанов, Алексей Константинович | 12.03.1917 — 30.10.1986 | Майор                                 |
| 10 | Кильдяков, Михаил Андреевич      | 26.02.1915 — 30.03.1945 | Старший лейтенант                     |
| 11 | Киреев, Виктор Иванович          | 03.05.1925 — 18.01.1994 | Сержант                               |
| 12 | Кистаев, Иван Васильевич         | 16.02.1916 — 25.02.1968 | Капитан                               |
| 13 | Кликушин, Александр Павлович     | 23.11.1918 — 06.12.1978 | Сержант                               |
| 14 | Климов, Владимир Иванович        | 04.04.1922 — 24.05.1980 | Старшина                              |
| 15 | Климов, Николай Иванович         | 19.05.1904 — 12.01.1992 | Полковник                             |
| 16 | Клочков, Василий Георгиевич      | 21.03.1911 — 16.11.1941 | Политрук                              |
| 17 | Коваленко, Пётр Михайлович       | 01.09.1913 — 15.06.1960 | Подполковник                          |
| 18 | Козлов, Александр Герасимович    | 06.02.1918 — 22.11.1943 | Старший сержант                       |
| 19 | Кокушкин, Олег Иоильевич         | 08.05.1910 — 14.09.1943 | Подполковник                          |
| 20 | Колмыков, Алексей Иванович       | 17.01.1921 — 15.02.1997 | Ефрейтор                              |
| 21 | Колчев, Николай Петрович         | 20.12.1922 — 05.07.1960 | Ефрейтор                              |
| 22 | Комаров, Георгий Осипович        | 13.03.1905 — 20.09.1973 | Генерал-майор                         |
| 23 | Кондаков, Виктор Александрович   | 05.03.1920 — 13.10.1944 | Майор                                 |
| 24 | Коннов, Василий Дмитриевич       | 1913 — 02.03.1945       | Капитан                               |
| 25 | Копылов, Михаил Васильевич       | 05.09.1907 — 28.12.1983 | Полковник                             |
| 26 | Корольков, Николай Петрович      | 05.04.1911 — 07.06.1988 | Старшина                              |
| 27 | Котлов, Николай Васильевич       | 19.12.1922 — 25.05.2009 | Лейтенант                             |
| 28 | Кочергин, Фёдор Васильевич       | 08.06.1920 — 01.11.1997 | Младший сержант                       |
| 29 | Красильников, Иван Павлович      | 15.06.1910 — 13.01.1968 | Рядовой                               |
| 30 | Красичков, Григорий Иванович     | 18.12.1923 — 1945       | Сержант                               |
| 31 | Крылов, Николай Иванович         | 29.04.1903 — 09.02.1972 | Дважды Герой Советского Союза, маршал |
| 32 | Кузнецов, Василий Андреевич      | 09.05.1916 — 26.03.1987 | Сержант                               |
| 33 | Кузнецов, Николай Васильевич     | 06.12.1912 — 29.01.1993 | Полковник                             |
| 34 | Кузовлев, Мирон Ефимович         | 23.08.1923 — 16.04.1967 | Старшина                              |
| 35 | Кузьмин, Василий Михайлович      | 02.02.1924 — 12.09.2014 | Старший лейтенант                     |
| 36 | Кулаков, Константин Фёдорович    | 23.12.1920 — 10.04.1982 | Лейтенант                             |
| 37 | Кульбякин, Алексей Николаевич    | 01.07.1916 — 21.02.1945 | Майор                                 |
| 38 | Куманичкин, Александр Сергеевич  | 26.08.1920 — 24.10.1983 | Генерал-майор                         |
| 39 | Куприянов, Алексей Иванович      | 20.08.1914 — 07.08.1957 | Старшина 2-й статьи                   |
| 40 | Куров, Василий Иванович          | 16.11.1915 — 17.11.1994 | Старший сержант                       |
| 41 | Курышев, Александр Васильевич    | 07.01.1925 — 02.10.1970 | Старший сержант                       |
| 42 | Курышев, Александр Васильевич    | 07.01.1925 — 02.10.1970 | Старший сержант                       |

### Л
| №  | Фамилия, имя, отчество       | Годы жизни              | Звание             |
| -- | ---------------------------- | ----------------------- | ------------------ |
| 1  | Лавров, Виктор Иванович      | 1925 — 27.09.1943       | Рядовой            |
| 2  | Лазарев, Евгений Кузьмич     | 25.02.1918 — 04.12.1942 | Капитан            |
| 3  | Лапушкин, Анатолий Семёнович | 03.05.1925 — 18.06.1998 | Старший лейтенант  |
| 4  | Лапшёв, Анатолий Алексеевич  | 25.11.1924 — 26.04.1945 | Лейтенант          |
| 5  | Латухин, Семён Филиппович    | 01.07.1904 — 03.08.1967 | Младший сержант    |
| 6  | Лацков, Николай Сергеевич    | 17.01.1917 — 02.07.1979 | Полковник          |
| 7  | Лёвин, Александр Иванович    | 07.05.1909 — 08.07.1948 | Подполковник       |
| 8  | Лисин, Сергей Прокофьевич    | 26.07.1909 — 05.01.1992 | Капитан 1-го ранга |
| 9  | Лобанов, Николай Степанович  | 25.01.1908 — 27.05.1954 | Младший сержант    |
| 10 | Лобанов, Тимофей Васильевич  | 18.03.1910 — 25.02.1990 | Старшина           |
| 11 | Лобачёв, Николай Гаврилович  | 27.02.1923 — 21.03.2015 | Подполковник       |
| 12 | Лободин, Иван Иванович       | 24.03.1900 — 20.10.1941 | Подполковник       |
| 13 | Локтев, Иван Яковлевич       | 18.09.1917 — 23.10.1943 | Лейтенант          |
| 14 | Ломакин, Алексей Яковлевич   | 20.10.1914 — 21.09.1988 | Капитан            |
| 15 | Луговцев, Николай Иванович   | 26.08.1917 — 29.07.1944 | Лейтенант          |
| 16 | Луппов, Евгений Алексеевич   | 27.01.1916 — 07.10.1977 | Капитан            |
| 17 | Лютиков, Евгений Кузьмич     | 21.04.1921 — 08.10.1944 | Лейтенант          |

### М
| №  | Фамилия, имя, отчество           | Годы жизни              | Звание             |
| -- | -------------------------------- | ----------------------- | ------------------ |
| 1  | Мазур, Трифон Григорьевич        | 24.06.1919 — 30.01.1998 | Капитан            |
| 2  | Макаров, Пётр Георгиевич         | 24.10.1918 — 25.11.1996 | Старшина           |
| 3  | Малин, Иван Гаврилович           | 06.07.1897 — 18.12.1966 | Старшина           |
| 4  | Малин, Константин Яковлевич      | 14.08.1923 — 04.10.2003 | Лейтенант          |
| 5  | Маресева, Зинаида Ивановна       | 20.06.1923 — 06.08.1943 | Старший сержант    |
| 6  | Маркелов, Николай Григорьевич    | 15.09.1917 — 22.12.2004 | Капитан 1-го ранга |
| 7  | Маркелов, Николай Степанович     | 21.05.1900 — 15.01.1945 | Рядовой            |
| 8  | Маркин, Фёдор Дмитриевич         | 05.03.1915 — 25.03.1982 | Старший сержант    |
| 9  | Масленников, Иван Иванович       | 16.09.1900 — 16.04.1954 | Генерал армии      |
| 10 | Масычев, Иван Анисимович         | 03.02.1923 — 23.08.2000 | Старшина           |
| 11 | Мачин, Михаил Григорьевич        | 21.10.1907 — 07.02.1995 | Генерал-лейтенант  |
| 12 | Мельников, Василий Иванович      | 01.01.1901 — 04.05.1983 | Капитан            |
| 13 | Мельников, Пётр Андреевич        | 13.07.1914 — 19.05.1984 | Генерал-майор      |
| 14 | Миронов, Валентин Акимович       | 28.10.1923 — 10.12.1989 | Подполковник       |
| 15 | Митряков, Алексей Васильевич     | 20.03.1920 — 24.10.2000 | Сержант            |
| 16 | Михайлов, Василий Васильевич     | 26.02.1908 — 24.05.1957 | Сержант            |
| 17 | Михалёв, Владимир Александрович  | 15.07.1914 — 31.05.1990 | Подполковник       |
| 18 | Михуткин, Михаил Андреевич       | 25.09.1923 — 20.12.1968 | Старший сержант    |
| 19 | Моисеев, Александр Петрович      | 20.07.1920 — 02.10.1987 | Старший сержант    |
| 20 | Мороз, Николай Никифорович       | 28.12.1924 — 23.05.1971 | Лейтенант          |
| 21 | Морозов, Григорий Константинович | 25.12.1918 — 03.08.1975 | Старший сержант    |
| 22 | Москинский, Александр Иванович   | 30.08.1914 — 23.01.1966 | Сержант            |
| 23 | Московский, Борис Иванович       | 31.03.1924 — 08.10.1990 | Старшина           |
| 24 | Мустафин, Михаил Андреевич       | 15.11.1916 — 09.04.1987 | Капитан            |
| 25 | Мясников, Евгений Александрович  | 25.05.1920 — 01.02.1991 | Полковник          |

### Н
| №  | Фамилия, имя, отчество             | Годы жизни              | Звание            |
| -- | ---------------------------------- | ----------------------- | ----------------- |
| 1  | Назаров, Александр Александрович   | 25.05.1925 — 07.02.1945 | Младший лейтенант |
| 2  | Наконечников, Александр Георгиевич | 16.09.1915 — 08.11.1946 | Подполковник      |
| 3  | Наумов, Василий Михайлович         | 27.12.1919 — 28.11.1988 | Капитан           |
| 4  | Наумов, Илья Егорович              | 20.07.1902 — 21.06.1974 | Старший лейтенант |
| 5  | Некрасов, Александр Степанович     | 30.09.1925 — 29.09.1944 | Сержант           |
| 6  | Нетёсов, Василий Ульянович         | 24.01.1919 — 15.08.1985 | Капитан           |
| 7  | Нижегородцев, Тимофей Леонтьевич   | 1900 — 21.04.1945       | Ефрейтор          |
| 8  | Никитин, Геннадий Петрович         | 29.11.1925 — 21.10.2008 | Старшина          |
| 9  | Новосельцев, Михаил Григорьевич    | 19.04.1923 — 09.11.1993 | Старшина          |
| 10 | Носов, Александр Михайлович        | 1924 — 03.10.1943       | Младший сержант   |

### О
| №  | Фамилия, имя, отчество        | Годы жизни              | Звание             |
| -- | ----------------------------- | ----------------------- | ------------------ |
| 1  | Образцов, Иван Васильевич     | 20.01.1914 — 25.09.1943 | Старшина           |
| 2  | Обухов, Александр Афанасьевич | 01.05.1917 — 12.01.2009 | Капитан 1-го ранга |
| 3  | Оводов, Яков Леонтьевич       | 05.11.1916 — 09.09.1999 | Подполковник       |
| 4  | Овсянников, Николай Иванович  | 03.05.1903 — 26.11.1996 | Старшина           |
| 5  | Оглоблин, Иван Васильевич     | 01.01.1921 — 13.12.2011 | Полковник          |
| 6  | Осипов, Василий Иванович      | 01.05.1918 — 06.01.1944 | Капитан            |
| 7  | Осипов, Кузьма Андреевич      | 14.11.1916 — 15.08.2006 | Старшина           |
| 8  | Осипов, Павел Дмитриевич      | 1913 — 27.03.1944       | Матрос             |
| 9  | Остапенко, Степан Кузьмич     | 28.03.1909 — 30.10.1943 | Старший лейтенант  |
| 10 | Осягин, Захар Маркелович      | 29.08.1914 — 23.08.1944 | Сержант            |

### П
| №  | Фамилия, имя, отчество         | Годы жизни              | Звание            |
| -- | ------------------------------ | ----------------------- | ----------------- |
| 1  | Павлов, Николай Дмитриевич     | 11.10.1916 — 16.06.2008 | Полковник         |
| 2  | Панфилов, Иван Васильевич      | 01.01.1893 — 18.11.1941 | Генерал-майор     |
| 3  | Панченко, Константин Павлович  | 01.09.1919 — 25.01.1979 | Капитан           |
| 4  | Паращенко, Феодосий Карпович   | 05.04.1919 — 26.10.1978 | Полковник         |
| 5  | Певунов, Виктор Иванович       | 14.01.1923 — 31.08.1943 | Лейтенант         |
| 6  | Перетрухин, Василий Зиновьевич | 15.01.1916 — 19.02.1945 | Майор             |
| 7  | Петров Василий Васильевич      | 25.04.1914 — 31.07.1997 | Старший лейтенант |
| 8  | Пименов, Василий Маркелович    | 19.03.1911 — 1981       | Младший сержант   |
| 9  | Платицин, Владимир Васильевич  | 15.07.1919 — 23.09.1994 | Подполковник      |
| 10 | Платонов, Георгий Фёдорович    | 04.04.1923 — 16.10.2022 | Полковник         |
| 11 | Плеханов, Андрей Филиппович    | 15.08.1918 — 21.06.1986 | Капитан           |
| 12 | Плякин, Александр Васильевич   | 19.12.1905 — 07.02.1971 | Подполковник      |
| 13 | Подгайнов, Степан Ильич        | 19.11.1915 — 22.06.1980 | Лейтенант         |
| 14 | Полещиков, Николай Иванович    | 04.05.1910 — 13.11.1944 | Младший сержант   |
| 15 | Поляков, Владимир Фомич        | 14.01.1923 — 29.09.1943 | Лейтенант         |
| 16 | Поляков, Иван Матвеевич        | 11.09.1919 — 01.06.1944 | Старший лейтенант |
| 17 | Пономарёв, Иван Фёдорович      | 14.11.1907 — 18.03.1993 | Младший сержант   |
| 18 | Пономарёв, Пётр Тихонович      | 11.07.1924 — 26.10.1943 | Рядовой           |
| 19 | Пономаренко, Виктор Иванович   | 05.08.1915 — 01.09.2005 | Майор             |
| 20 | Посадский, Иван Никитович      | 23.09.1900 — 29.09.1943 | Подполковник      |
| 21 | Потёмкин, Михаил Яковлевич     | 30.09.1917 — 01.04.1945 | Майор             |
| 22 | Потрясов, Пётр Алексеевич      | 10.09.1901 — 28.02.1959 | Рядовой           |
| 23 | Поцелуев, Иван Николаевич      | 04.01.1916 — 18.02.2000 | Капитан           |
| 24 | Пресняков, Иван Васильевич     | 24.11.1916 — 07.03.1988 | Лейтенант         |
| 25 | Привалов, Иван Михайлович      | 1921 — 29.04.1944       | Старший лейтенант |
| 26 | Прохоров, Василий Иванович     | 22.03.1919 — 11.03.1955 | Старший сержант   |
| 27 | Прохоров, Николай Фёдорович    | 18.11.1925 — 24.01.2003 | Капитан           |
| 28 | Путин, Александр Дмитриевич    | 18.09.1918 — 30.01.2003 | Полковник         |
| 29 | Пучков, Григорий Сергеевич     | 1908 — 26.03.1945       | Старший сержант   |
| 30 | Пушкарёв, Сергей Филиппович    | 20.11.1902 — 08.09.1976 | Генерал-майор     |
| 31 | Пушкин, Ефим Григорьевич       | 28.01.1899 — 11.03.1944 | Генерал-лейтенант |
| 32 | Пырков, Юрий Иванович          | 05.10.1923 — 06.11.1972 | Старший лейтенант |

### Р
| №  | Фамилия, имя, отчество         | Годы жизни              | Звание             |
| -- | ------------------------------ | ----------------------- | ------------------ |
| 1  | Радаев, Иван Александрович     | 23.02.1913 — 24.04.1992 | Лейтенант          |
| 2  | Разин, Иван Петрович           | 22.02.1922 — 28.02.1996 | Подполковник       |
| 3  | Райкунов, Александр Васильевич | 14.11.1918 — 15.09.1997 | Капитан 3-го ранга |
| 4  | Раков, Александр Васильевич    | 20.08.1920 — 23.12.1980 | Старший лейтенант  |
| 5  | Рамаев, Гаяз Галазкарович      | 06.04.1921 — 26.01.1943 | Лейтенант          |
| 6  | Растяпин, Василий Сергеевич    | 14.01.1923 — 19.03.1945 | Сержант            |
| 7  | Рахов, Виктор Георгиевич       | 01.01.1914 — 29.08.1939 | Старший лейтенант  |
| 8  | Ревякин, Василий Дмитриевич    | 26.04.1918 — 14.04.1944 | Старшина           |
| 9  | Решетников, Николай Михайлович | 07.04.1921 — 27.08.1959 | Полковник          |
| 10 | Рогожин, Василий Александрович | 27.06.1923 — 25.10.1943 | Младший лейтенант  |
| 11 | Рыбаков, Алексей Филиппович    | 02.10.1910 — 10.03.1945 | Старший лейтенант  |
| 12 | Рыбаков, Николай Степанович    | 1925 — 02.02.1945       | Старшина           |
| 13 | Рябов, Константин Андреевич    | 26.02.1923 — 02.11.2001 | Генерал-майор      |
| 14 | Рябов, Сергей Иванович         | 25.09.1921 — 23.01.1972 | Старший лейтенант  |
| 15 | Рябых, Пётр Георгиевич         | 05.10.1923 — 14.07.1993 | Старший лейтенант  |

### С
| №  | Фамилия, имя, отчество           | Годы жизни              | Звание                                |
| -- | -------------------------------- | ----------------------- | ------------------------------------- |
| 1  | Сапожников, Михаил Григорьевич   | 23.01.1905 — 04.06.1964 | Генерал-майор                         |
| 2  | Свиридов, Карп Васильевич        | 24.05.1896 — 04.02.1967 | Генерал-лейтенант                     |
| 3  | Сдобнов, Николай Андреевич       | 19.06.1907 — 18.08.1971 | Подполковник                          |
| 4  | Селиверстов, Фёдор Петрович      | 18.06.1917 — 14.10.2000 | Полковник                             |
| 5  | Сергеев, Всеволод Павлович       | 22.04.1917 — 11.06.1984 | Полковник                             |
| 6  | Сергеев, Пётр Егорович           | 1923 — 28.04.1945       | Старший лейтенант                     |
| 7  | Сергушев, Василий Семёнович      | 16.01.1916 — 07.10.1975 | Сержант                               |
| 8  | Серещенко, Иван Васильевич       | 23.09.1914 — 24.05.1996 | Старший сержант                       |
| 9  | Сидорин, Василий Николаевич      | 29.01.1921 — 11.09.1992 | Полковник                             |
| 10 | Силантьев, Михаил Николаевич     | 26.09.1907 — 02.04.1972 | Старший сержант                       |
| 11 | Симбирцев, Василий Никитович     | 03.08.1919 — 24.01.1944 | Старший сержант                       |
| 12 | Симоненко, Александр Фёдорович   | 1912 — 13.04.1944       | Рядовой                               |
| 13 | Синьков, Сергей Михайлович       | 22.09.1909 — 24.07.1984 | Старший сержант                       |
| 14 | Скворцов, Михаил Васильевич      | 19.01.1921 — 12.06.1990 | Младший сержант                       |
| 15 | Скоморохов, Николай Михайлович   | 19.05.1920 — 14.10.1994 | Дважды Герой Советского Союза, маршал |
| 16 | Соколов, Михаил Андрианович      | 20.12.1919 — 11.07.2001 | Капитан 1-го ранга                    |
| 17 | Соловьёв, Иван Николаевич        | 07.06.1920 — 30.10.1984 | Старшина                              |
| 18 | Соловьёв, Михаил Георгиевич      | 21.05.1923 — 23.11.1944 | Лейтенант                             |
| 19 | Солодов, Ефим Михайлович         | 30.01.1923 — 05.09.1991 | Полковник                             |
| 20 | Сорокин, Борис Григорьевич       | 18.06.1924 — 09.09.1997 | Младший лейтенант                     |
| 21 | Сосин, Николай Фёдорович         | 20.02.1903 — 09.03.1977 | Старший сержант                       |
| 22 | Спирин, Василий Романович        | 29.01.1926 — 01.01.1992 | Лейтенант                             |
| 23 | Стариков, Михаил Иванович        | 19.10.1921 — 18.08.1990 | Старший сержант                       |
| 24 | Стенин, Владимир Филиппович      | 15.12.1899 — 29.05.1952 | Генерал-майор                         |
| 25 | Стрельченко, Владимир Игнатьевич | 14.06.1917 — 25.11.1981 | Подполковник                          |
| 26 | Суханов, Виталий Фёдорович       | 22.10.1923 — 09.09.1988 | Старший лейтенант                     |
| 27 | Сытов, Иван Никитович            | 13.06.1916 — 16.10.1943 | Старший лейтенант                     |

### Т
| №  | Фамилия, имя, отчество        | Годы жизни              | Звание            |
| -- | ----------------------------- | ----------------------- | ----------------- |
| 1  | Талалихин, Виктор Васильевич  | 18.09.1918 — 27.10.1941 | Младший лейтенант |
| 2  | Танцоров, Григорий Васильевич | 20.09.1908 — 10.03.1944 | Младший лейтенант |
| 3  | Тараскин, Владимир Дмитриевич | 15.08.1913 — 21.03.1994 | Старшина          |
| 4  | Тарасов, Дмитрий Захарович    | 25.09.1916 — 27.06.1941 | Лейтенант         |
| 5  | Тархов, Сергей Фёдорович      | 08.10.1909 — 23.11.1936 | Капитан           |
| 6  | Темнов, Виктор Пахомович      | 24.01.1916 — 20.04.1978 | Подполковник      |
| 7  | Теплов, Михаил Петрович       | 20.09.1919 — 11.05.2005 | Старший лейтенант |
| 8  | Тихонов, Виктор Павлович      | 10.01.1923 — 15.08.1943 | Младший лейтенант |
| 9  | Тихонов, Константин Андреевич | 27.09.1908 — 02.01.1953 | Младший лейтенант |
| 10 | Токарев, Алексей Павлович     | 16.03.1919 — 20.01.1977 | Сержант           |
| 11 | Трифонов, Иван Михайлович     | 24.03.1918 — 1965       | Подполковник      |
| 12 | Трубаченко, Василий Петрович  | 10.04.1912 — 16.09.1941 | Капитан           |
| 13 | Трункин, Павел Ефимович       | 01.01.1916 — 02.08.1944 | Рядовой           |
| 14 | Трынин, Александр Сергеевич   | 08.06.1912 — 24.05.1972 | Подполковник      |
| 15 | Тюляев, Григорий Васильевич   | 12.11.1913 — 08.11.1982 | Младший лейтенант |
| 16 | Тюсин, Николай Максимович     | 27.11.1922 — 30.09.1979 | Капитан           |

### У
| № | Фамилия, имя, отчество          | Годы жизни              | Звание       |
| - | ------------------------------- | ----------------------- | ------------ |
| 1 | Ульяненко, Нина Захаровна       | 17.12.1923 — 31.08.2005 | Лейтенант    |
| 2 | Ульянин, Фёдор Иванович         | 1915 — 26.06.1944       | Майор        |
| 3 | Уфимцев, Константин Григорьевич | 21.05.1910 — 14.07.1983 | Рядовой      |
| 4 | Ушаков, Николай Никитович       | 14.09.1924 — 28.06.2002 | Подполковник |

### Ф
| № | Фамилия, имя, отчество        | Годы жизни              | Звание          |
| - | ----------------------------- | ----------------------- | --------------- |
| 1 | Фадеев, Алексей Иванович      | 10.11.1922 — 27.03.1991 | Сержант         |
| 2 | Фёдоров, Алексей Захарович    | 22.03.1913 — 31.03.1970 | Полковник       |
| 3 | Федотов, Василий Григорьевич  | 27.04.1919 — 18.10.1983 | Старшина        |
| 4 | Фетняев, Иван Тимофеевич      | 09.04.1917 — 27.08.1994 | Подполковник    |
| 5 | Фильков, Василий Петрович     | 10.08.1913 — 14.04.1943 | Сержант         |
| 6 | Фильчаков, Михаил Иванович    | 01.07.1910 — 16.09.1987 | Старшина        |
| 7 | Фомин, Николай Иванович       | 06.09.1921 — 13.07.1988 | Полковник       |
| 8 | Фофанов, Павел Константинович | 14.03.1909 — 23.05.1961 | Младший сержант |
| 9 | Фурс, Павел Михайлович        | 28.07.1920 — 21.11.1981 | Генерал-майор   |

### Х
| № | Фамилия, имя, отчество      | Годы жизни              | Звание            |
| - | --------------------------- | ----------------------- | ----------------- |
| 1 | Хальзов, Виктор Степанович  | 17.07.1921 — 24.06.1985 | Старший сержант   |
| 2 | Харламов, Семён Ильич       | 30.04.1921 — 05.05.1990 | Генерал-полковник |
| 3 | Хирков, Степан Игнатьевич   | 25.12.1902 — 21.07.1943 | Старшина          |
| 4 | Хользунов, Алексей Иванович | 31.01.1919 — 07.03.1943 | Лейтенант         |
| 5 | Хохлачёв, Василий Фёдорович | 13.03.1918 — 10.01.1983 | Генерал-лейтенант |
| 6 | Хохлов, Пётр Васильевич     | 15.07.1923 — 12.09.1997 | Рядовой           |
| 7 | Хрущёв, Иван Максимович     | 03.01.1915 — 31.08.1990 | Полковник         |

### Ц
| № | Фамилия, имя, отчество      | Годы жизни        | Звание  |
| - | --------------------------- | ----------------- | ------- |
| 1 | Цибенко, Григорий Фёдорович | 1916 — 14.10.1943 | Капитан |

### Ч
| № | Фамилия, имя, отчество       | Годы жизни              | Звание            |
| - | ---------------------------- | ----------------------- | ----------------- |
| 1 | Чалов, Егор Михайлович       | 06.05.1919 — 22.04.1983 | Капитан           |
| 2 | Чемодуров, Вячеслав Иванович | 20.12.1919 — 27.12.1957 | Капитан           |
| 3 | Чепинога, Павел Иосифович    | 14.08.1912 — 12.07.1963 | Майор             |
| 4 | Червяков, Владимир Иванович  | 29.05.1923 — 23.06.2017 | Полковник         |
| 5 | Чиркин, Павел Иванович       | 1914 — 02.02.1943       | Лейтенант         |
| 6 | Читалин, Михаил Иванович     | 23.07.1911 — 25.03.1980 | Старший лейтенант |
| 7 | Чихарев, Николай Васильевич  | 09.05.1910 — 10.10.1986 | Старший сержант   |

### Ш
| №  | Фамилия, имя, отчество       | Годы жизни              | Звание                                           |
| -- | ---------------------------- | ----------------------- | ------------------------------------------------ |
| 1  | Шамаев, Павел Степанович     | 16.06.1918 — 10.03.1983 | Старший сержант                                  |
| 2  | Шаменков, Иван Фролович      | 01.09.1918 — 16.01.1980 | Полковник                                        |
| 3  | Шаталин, Иван Иванович       | 13.07.1922 — 10.02.2001 | Подполковник                                     |
| 4  | Шатин, Геннадий Николаевич   | 31.08.1921 — 02.03.1994 | Подполковник                                     |
| 5  | Шеин, Павел Степанович       | 18.06.1921 — 16.05.1945 | Лейтенант                                        |
| 6  | Шелухин, Николай Прокофьевич | 11.12.1922 — 14.10.1969 | Лейтенант                                        |
| 7  | Шигаев, Григорий Фролович    | 13.03.1915 — 27.11.1954 | Старший лейтенант                                |
| 8  | Шилин, Афанасий Петрович     | 01.09.1924 — 22.05.1982 | Дважды Герой Советского Союза, Генерал-лейтенант |
| 9  | Шильнов, Иван Григорьевич    | 22.01.1906 — 02.01.1974 | Полковник                                        |
| 10 | Шишкин, Яков Васильевич      | 23.12.1921 — 27.12.1979 | Полковник                                        |
| 11 | Шкунов, Михаил Алексеевич    | 22.07.1914 — 24.06.1969 | Полковник                                        |

### Щ
| № | Фамилия, имя, отчество    | Годы жизни              | Звание    |
| - | ------------------------- | ----------------------- | --------- |
| 1 | Щадин, Василий Филиппович | 28.01.1912 — 05.11.1979 | Лейтенант |
| 2 | Щеглов, Степан Степанович | 01.09.1918 — 14.07.1976 | Капитан   |

### Ю
| № | Фамилия, имя, отчество        | Годы жизни              | Звание            |
| - | ----------------------------- | ----------------------- | ----------------- |
| 1 | Южилин, Александр Григорьевич | 18.08.1917 — 11.01.1976 | Подполковник      |
| 2 | Юнёв, Александр Петрович      | 28.09.1924 — 18.02.1952 | Старший лейтенант |

### Я
| № | Фамилия, имя, отчество         | Годы жизни              | Звание    |
| - | ------------------------------ | ----------------------- | --------- |
| 1 | Ягудин, Керим Мусякович        | 1915 — 20.08.1944       | Капитан   |
| 2 | Яковлев, Василий Фёдорович     | 23.02.1901 — 28.07.1971 | Полковник |
| 3 | Яковлев, Григорий Васильевич   | 17.04.1913 — 27.03.1960 | Старшина  |
| 4 | Ястребов, Александр Георгиевич | 23.08.1905 — 13.11.1941 | Политрук  |